# أبو بكر كامارا (غينيا)
أبو بكر كامارا (بالفرنسية: Aboubacar Camara)‏ (مواليد 1 يونيو 1993)، يشتهر بـبوبا، هو لاعب كرة قدم غيني يلعب حاليًا لصالح نادي جامعة مرسيا الأسباني.

## وصلات خارجية
- أبو بكر كامارا على موقع قاعدة بيانات كرة القدم.إي يو (الإنجليزية)
- أبو بكر كامارا على موقع ناشيونال فوتبول تيمز (الإنجليزية)
- أبو بكر كامارا على موقع Soccerway.com (الإنجليزية)
- أبو بكر كامارا على موقع AS.com (الإسبانية)

- صفحة اللاعب على BDFutbol
- صفحة اللاعب على Futbolme (بالإسبانية)
- صفحة اللاعب على سوكرواي